# Fortunata
Fortunata – żeński odpowiednik łacińskiego imienia Fortunat, oznacza „uszczęśliwona”.
Odnotowano dwie święte patronki tego imienia.
Fortunata imieniny obchodzi 14 października i 20 listopada.
Znane osoby noszące to imię:
- Fortunata Obrąpalska – polska fotografka;
- św. Fortunata – męczennica.